# Богдановка (Новосибірська область)
Богдановка (рос. Богдановка) — присілок у Татарському районі Новосибірської області Російської Федерації.
Входить до складу муніципального утворення Київська сільрада. Населення становить 112 осіб (2010).

## Історія
Згідно із законом від 2 червня 2004 року органом місцевого самоврядування є Київська сільрада.

## Населення
| 2002 | 2007 | 2010 |
| ---- | ---- | ---- |
| 156  | ↘145 | ↘112 |